# Year of the Dragon (Busta Rhymes)
Year of the Dragon è il nono album discografico del rapper statunitense Busta Rhymes, pubblicato nel 2012.

## Tracce
1. I'm Talking to You – 3:33
2. Til We Die (feat. Rick Ross & Trey Songz) – 4:27
3. Do That Thing – 3:42
4. Make It Look Easy (feat. Gucci Mane) – 3:37
5. Pressure (feat. Lil Wayne) – 3:10
6. Love-Hate (feat. Robin Thicke) – 3:57
7. Grind Real Slow – 3:40
8. King Tut (feat. Reek da Villian & J-Doe) – 4:42
9. Sound Boy (feat. Cam'ron) – 3:23
10. Doin' It Again (feat. Reek da Villian & Chanel) – 3:28
11. Wine & Go Down (feat. Vybz Kartel) – 3:32
12. Movie (feat. J-Doe) – 4:12
13. Crazy – 3:27
14. Bleed the Same Blood (feat. Maino & Anthony Hamilton) – 3:46